# Taylor John Smith
Taylor John Smith (New York, 13 maggio 1995) è un attore statunitense. È noto per il suo ruolo di John Keene nella serie Sharp Objects. I film in cui è apparso sono Wolves, You Get Me, Hunter Killer - Caccia negli abissi, The Outpost, Shadow in the Cloud e La ragazza della palude.

## Biografia
Smith è nato a Los Angeles, in California. Ha iniziato la sua carriera di attore da adolescente, quando ha fatto il suo debutto sullo schermo con un piccolo ruolo nel film Hunger Games, apparendo brevemente in una clip di un film di propaganda. Dopo il suo debutto televisivo in un episodio del 2013 della serie drammatica poliziesca Perception, in cui ha interpretato il ruolo di Braden Sullivan.
Nel 2014 Smith è apparso nella serie thriller mistery-thriller drammatica Twisted, ha interpretato il ruolo di ospite come Student 2. Ha ottenuto il suo primo grande ruolo cinematografico come parte del cast della commedia horror di Marlon Wayans Ghost Movie 2 - Questa volta è guerra nel ruolo di Joey. È apparso nella serie drammatica poliziesca CSI - Scena del crimine, dove ha interpretato il ruolo di Rob "Turk" Turkla, Ha interpretato il ruolo di Dwight nella commedia romantica Il fidanzato di mia sorella. Lo stesso anno, ha lavorato nel film per la televisione, Divide & Conquer nel ruolo di Ted e More Time with Family nel ruolo di un ragazzo delle scuole superiori.
Nel 2015 Smith è apparso in serie televisive come: Hart of Dixie nel ruolo di Chet, Hawaii Five-0 nel ruolo del giovane Steve McGarrett, Grey's Anatomy nel ruolo di Nick, Resident Advisors nel ruolo di Marcus, Chicago P.D. nel ruolo di Nick Sutter e Guidance nel ruolo di Chip. È apparso nel film horror soprannaturale del 2015 Insidious 3 - L'inizio, dove ha interpretato un ragazzo adolescente e ha anche interpretato un figlio nel film horror Martyrs.
Nel 2016 Smith è apparso nella seconda stagione della serie drammatica antologica American Crime, interpretando il ruolo ricorrente di Luke. Ha recitato nel film drammatico sportivo Wolves al fianco di Michael Shannon e Carla Gugino, in cui ha interpretato il personaggio di Anthony Keller. Ha interpretato il ruolo di Preston nella serie comica romantica Faking It - Più che amiche. Smith interpreta Brad nella commedia drammatica Almost Friends con Freddie Highmore e Odeya Rush, che è stata presentata in anteprima il 14 ottobre 2016 all'Austin Film Festival ed è stata distribuita in Nord America il 17 novembre 2017 da Gravitas Ventures e Orion Pictures. È apparso in un episodio pilota per il remake televisivo del classico adolescenziale degli anni '90 Cruel Intentions nel ruolo di Bash Casey, il suo personaggio sul figlio di Sebastian e Annette che in precedenza non era a conoscenza della storia selvaggia di suo padre.
Nel 2017 Smith ha recitato nel film thriller You Get Me al fianco di Bella Thorne, Halston Sage e Nash Grier, uscito su Netflix il 23 giugno 2017, interpretando Tyler Hanson. Ha anche interpretato il ruolo di Billy Sreaves nel film del 2017 Lost Child al fianco di Leven Rambin, Jim Parrack e Landon Edwards, uscito il 14 settembre 2018.
Nel 2018 Smith è stato scelto per interpretare il ruolo principale nella miniserie thriller psicologica Sharp Objects con Amy Adams, in cui ha interpretato il ruolo principale di John Keene. Ha interpretato il ruolo di Belford nel film thriller d'azione Hunter Killer - Caccia negli abissi con Gerard Butler e Gary Oldman, basato sul romanzo del 2012 Firing Point di Don Keith e George Wallace.
Nel 2020 Smith interpreta il primo tenente Andrew Bundermann nel film di guerra, The Outpost, diretto da Rod Lurie, basato sul libro di saggistica del 2012 The Outpost: An Untold Story of American Valor di Jake Tapper, sulla battaglia di Kamdesh nella guerra in Afghanistan. The Outpost è stato presentato in anteprima al Thessaloniki International Film Festival il 2 novembre 2019 e avrebbe dovuto essere presentato in anteprima al South by Southwest 2020, ma il festival è stato cancellato a causa della pandemia di COVID-19. Ha anche interpretato il ruolo di Walter Quaid nel film horror d'azione Shadow in the Cloud con Chloë Grace Moretz, diretto da Roseanne Liang, che è stato presentato in anteprima il 12 settembre 2020 al Toronto International Film Festival 2020 ed è stato distribuito il 1º gennaio 2021 da Vertical Entertainment e Redbox Entertainment.
Nel 2022 Smith ha interpretato il ruolo di Dusty Crane nel film thriller d'azione Blacklight con Liam Neeson, diretto e co-sceneggiato da Mark Williams, uscito negli Stati Uniti l'11 febbraio 2022 da Briarcliff Entertainment. Smith ha recitato al fianco di Daisy Edgar-Jones e Harris Dickinson nel film drammatico Where the Crawdads Sing dove ha interpretato il ruolo di Tate Walker, un adattamento cinematografico dell'omonimo romanzo di Delia Owens, uscito nel luglio 2022.
Nel 2024 è stato annunciato che Smith si sarebbe unito al cast di Warfare - Tempo di guerra, film bellico di A24, scritto e diretto da Alex Garland e Ray Mendoza.

## Filmografia

### Cinema
- Hunger Games, regia di Gary Ross (2012)
- Ghost Movie 2 - Questa volta è guerra, regia di Michael Tiddes (2014)
- Il fidanzato di mia sorella, regia di Tom Vaughan (2014)
- Insidious 3 - L'inizio, regia di Leigh Whannell (2015)
- Almost Friends, regia di Jake Goldberger (2016)
- Wolves, regia di Bart Freundlich (2016)
- Lost Child, regia di Ramaa Mosley (2017)
- You Get Me, regia di Brent Bonacorso (2017)
- Hunter Killer - Caccia negli abissi, regia di Donovan Marsh (2018)
- The Outpost, regia di Rod Lurie (2020)
- Shadow in the Cloud, regia di Roseanne Liang (2020)
- Blacklight, regia di Mark Williams (2022)
- La ragazza della palude, regia di Olivia Newman (2022)
- Depravity, regia di Paul Tamasy (2024)
- Warfare - Tempo di guerra (Warfare), regia di Alex Garland e Ray Mendoza (2025)

### Televisione
- Perception - serie TV, (2013)
- CSI - Scena del crimine - serie TV, (2014)
- Divide & Conquer - serie TV, (2014)
- More Time with Family - serie TV, (2014)
- Twisted - serie TV, (2014)
- Chicago P.D. - serie TV, (2015)
- Grey's Anatomy - serie TV, (2015)
- Guidance - web TV, (2015)
- Hart of Dixie - serie TV, (2015)
- Hawaii Five-0 - serie TV, (2015)
- Resident Advisors - serie TV, (2015)
- American Crime - serie TV, (2016)
- Cruel Intentions - serie TV, (2016)
- Faking It - Più che amiche - serie TV, (2016)
- Sharp Objects - serie TV, (2018)

## Doppiatori italiani
Nelle versioni in italiano delle opere in cui ha recitato, Taylor John Smith è stato doppiato da:
- Matteo Liofredi in The Outpost, Blacklight, Depravity
- Mirko Cannella in Hart of Dixie, Sharp Objects
- Davide Albano in You Get Me
- Alessandro Campaiola in La ragazza della palude

## Riconoscimenti
- OFTA Film Award
  - 2019 - Candidatura per miglior ensemble in un film o in una serie limitata per Sharp Objects